# 웨스트번그로브

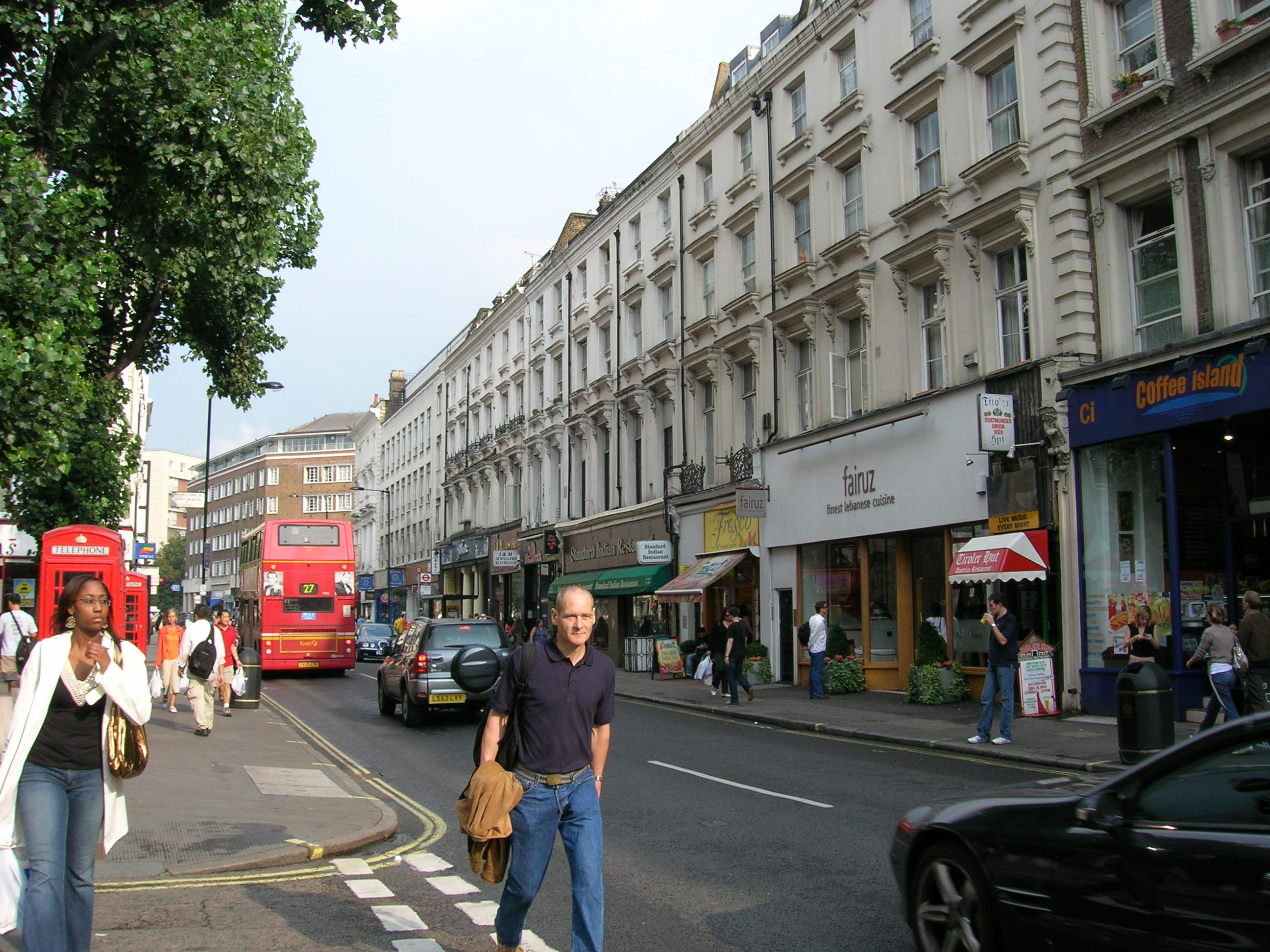
웨스트번그로브

래드브룩그로브(영어: Ladbroke Grove)는 잉글랜드 켄징턴 첼시 왕립구에 있는 거리로, 노팅힐을 가로질러 건설된 주요 도로이다. 서쪽 켄싱턴에서 포스트벨로로드를 교차한다. 웨스트번그로브는 다양한 독립상점과 체인상점이 혼재하고 있고, "최신 패션이 유행"하고 "활기찬" 거리이다.
노팅힐 카니발은 웨스트번그로브의 중앙을 지나간다.